# 章午生
章午生（1931年6月—），男，安徽芜湖人，中国地质矿产专家，曾任第七、八届全国政协委员。